# Notes d'accompagnement

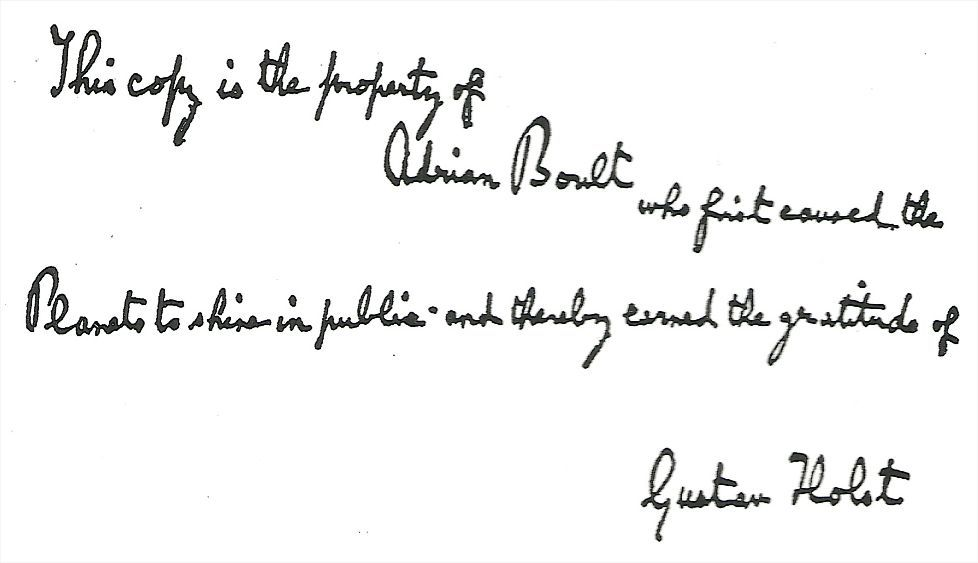
Inscription de Gustav Holst sur la copie de l'enregistrement de Adrian Boult de The Planets.

Les notes d'accompagnement, ou livret d'accompagnement, sont des écrits présents dans la pochette des long plays et dans les livrets des disques compacts.

## Origine
Les notes d'accompagnement proviennent des notes des textes imprimés sur la pochette intérieure des enregistrements vinyles.

## Digital booklet
Les livrets numériques (en anglais digital booklet) sont l'équivalent numérique de ces notes d'accompagnement et qui se trouvent sur la pochette d'un album qui accompagnent souvent les achats de musique numérique. Ils sont le plus souvent distribués en format PDF. 
Le service de vente de musique en ligne iTunes Store est un distributeur habituel de ces livrets avec achats numériques. Le premier cas apparu sur iTunes Store est la sortie de l'album du groupe U2 How to Dismantle an Atomic Bomb.

## Sources